# Cheilotrichia tridentata
Cheilotrichia tridentata är en tvåvingeart som först beskrevs av Alexander 1925.  Cheilotrichia tridentata ingår i släktet Cheilotrichia och familjen småharkrankar. Inga underarter finns listade i Catalogue of Life.